# Arroz con habichuela (álbum)
Arroz con habichuela es título de un álbum de estudio grabado por la agrupación de salsa El Gran Combo de Puerto Rico, Fue lanzado al mercado bajo el sello discográfico Sony BMG Norte el 28 de noviembre de 2006. El título se refiere a un plato típico puertorriqueño, también conocido en otros países como arroz con frijoles.
Es el primer álbum en el que aparece un nuevo miembro, el pianista Willie Sotelo, reemplazando a Rafael Ithier; Ithier iba a dedicarse a otras facultades dentro del grupo. En 2007 fue galardonado por el Premio Grammy al mejor álbum de salsa en la 7°. entrega anual de los Premios Grammy Latinos.

## Lista de canciones
| Arroz con habichuela |                           |          |  |
| N.º                  | Título                    | Duración |  |
| 1.                   | «Si la ves por ahí»       | 4:36     |  |
| 2.                   | «Te veo nena»             | 4:24     |  |
| 3.                   | «No hay manera»           | 4:31     |  |
| 4.                   | «Arroz con habichuela»    | 5:56     |  |
| 5.                   | «Esa mujer»               | 4:33     |  |
| 6.                   | «Como tiembla el alma»    | 4:28     |  |
| 7.                   | «Yo no mendigo amor»      | 4:37     |  |
| 8.                   | «Piénsalo»                | 4:36     |  |
| 9.                   | «No te detengas a pensar» | 4:58     |  |
| 10.                  | «Un no sé qué»            | 4:36     |  |
| 47:24                |                           |          |  |

Fuente: AllMusic
© MMVI. Sony Music Entertainment US Latin LLC.

## Posicionamiento en las listas
| Lista (2006/2007)               | Máxima posición |
| ------------------------------- | --------------- |
| U.S. Billboard Top Heatseekers  | 13              |
| U.S. Billboard Top Latin Albums | 21              |
| U.S. Billboard Tropical Albums  | 1               |

### Sucesión y posicionamiento
| Predecesor: Los cocorocos de Varios artistas | U.S. Billboard Tropical Albums — Álbum N°. 1 23 de diciembre de 2006 - 5 de enero de 2007 | Sucesor: K.O.B. Live de Aventura |